# Eudocima dividens
Eudocima dividens är en fjärilsart som beskrevs av Walker 1857. Eudocima dividens ingår i släktet Eudocima och familjen nattflyn. Inga underarter finns listade i Catalogue of Life.